# ICP备案
互联网信息服务提供者备案（Internet Content Provider Registration Record），简称ICP备案，指中华人民共和国境內的互联网信息服务提供者（包括信息服务互联网站、移动互联网应用程序）所需進行的備案登記作業。根据相关行政法规，所有在中国境内的互联网信息服务提供者都应完成备案登记手续方可开办，未按规定备案的不得开展服务。
为配合这一需要，工业和信息化部建立了统一的备案工作网站，接受符合办法规定的网站负责人的备案登记。

## 历史
2000年9月20日生效的《互联网信息服务管理办法》规定，对非经营性互联网信息服务实行备案制度。
2005年2月8日，原中华人民共和国信息产业部部长王绪东签发《非经营性互联网信息服务备案管理办法》，并于3月20日正式实施。该办法要求从事非经营性互联网信息服务的网站进行备案登记，否则将予以关站、罚款等处理。
随着移动互联网的技术发展，移动应用程序成为互联网信息服务的重要载体，也因此与网站一样受到中华人民共和国政府机构的监管。2022年12月1日起生效的《中华人民共和国反电信网络诈骗法》规定，移动互联网应用程序必须经通信主管部门许可、备案以及核验开发运营者的真实身份信息。2023年8月9日，工业和信息化部要求移动互联网应用程序開展备案工作，在该国境内从事互联网信息服务的APP主办者，要依照《中华人民共和国反电信网络诈骗法》、《互联网信息服务管理办法》等规定履行备案手续，未履行备案手续的，不得从事APP互联网信息服务。该《通知》同时为存量APP提供为期10个月的过渡期，所有存量APP应在2024年3月底前履行备案手续；2024年4月至2024年6月底，通信主管部门组织对APP备案情况开展监督检查，未备案的APP将被下架。

## 备案手续申请与所需资料
所有网站及APP的开办主体办理备案，可通过互联网接入服务提供者提交备案申请，在提供者收到申请后，交由主体所属地的一级行政区通信管理局审核。对于小程序、快应用等“即开即用”的APP，由各运行平台为开办主体代为履行备案手续。各运行平台收到申请后，交由主体所属地的一级行政区通信管理局审核。
企业、政府部门、事业单位网站备案需要准备：1份单位主体资质证件（包括营业执照、组织机构代码证、社团法人证书等）副本彩色扫描件或复印件（加盖公章）；1份网站负责人的身份证彩色扫描件或复印件；负责人的半身彩色照片（带接入商名称背景）；网站所使用的独立域名注册证书复印件（加盖公章）；主办单位所在地的详细联系方式；填写《信息安全管理协议》；填写《真实性核验单》。
个人网站备案需要准备：1份网站负责人的身份证件彩色扫描件或复印件；负责人的半身彩色照片（带接入商名称背景）；网站所使用的独立域名注册证书复印件（加盖公章）；主办单位所在地的详细联系方式；填写《信息安全管理协议》；填写《真实性核验单》。
此外，如申请备案网站为从事新闻、出版、教育、药品和医疗器械、文化、广播电影电视节目、宗教等信息服务的，还需提供相关主管部门审核同意的文件复印件（加盖公章）。
对于各省、自治区通信管理局对网站备案具体要求略有不同。

## 编号规则与展示
根据《关于调整非经营性互联网信息服务备案编号的通知》（工信管函【2019】633号），自2019年4月22日起，调整ICP备案编号规则，调整后的规则为“一个域名对应一个备案号”，已备案的编号逐步进行调整。
中华人民共和国行业标准YD/T 3565-2019《互联网信息服务备案编号编码规则》对ICP备案编号做出了详细规定。工信部对ICP下发的许可文件分为“许可”和“备案”两种：
- ICP许可：适用于从事经营性互联网信息服务的主体，其许可编号格式为“X（地）ICP证XXXXXX号”，其中首位汉字为该主体所属地的一级行政区的简称。申请ICP许可的主体需完成ICP备案。
- ICP备案：适用于从事非经营性互联网信息服务的主体，其备案编号格式为“X（地）ICP备XXXXXXXX号”（2020年及之前）/“X（地）ICP备XXXXXXXXXX号”（2021年及之后），其中首位汉字为该主体所属地的一级行政区的简称，数字部分前两位数（2021年及之后备案的改为四位数）为备案年份，后六位数以当年备案顺序排号[11]。

对于拥有多个网站域名及APP的主体，则会用“-n”的后缀来区分，如“X（地）ICP备XXXXXXXXXX号-2”代表该主体下第2个备案的服务项，其中APP的备案号以“A”为结尾，小程序的备案号以“X”为结尾，快应用的备案号以“K”为结尾。
此外，对于持有《增值电信业务经营许可证》的主体，在某些情况下也等同于完成ICP备案。例如微信的ICP备案号为“粤B2-20090059-1621A”，其备案实际上为《增值电信业务经营许可证》的附加服务项备案。
根据《非经营性互联网信息服务备案管理办法》的规定，已备案的网站须在网页底部标明其备案编号，并在备案编号处链接工信部备案管理系统网址。对于移动互联网应用程序，则须在显著位置（APP一般为该程序的“关于”页，“即开即用”式APP一般为该程序的“更多信息”页）标注其备案编号，并在备案编号处链接工信部备案管理系统网址。对于APP分发平台（如应用商店），则应在各APP的介绍页的显著位置标注该APP的备案编号。

## 影響
对于未经过備案審查的中国大陆网站，會被雲服務商劫持80、443端口的连接，公眾訪問會直接跳轉至雲服務商設置的要求完成备案審查的提示網頁，或受到TCP重置攻击。
对于未经过备案的应用程序，各APP分发平台及智能终端生产企业不得为其提供分发及预置等服务。2023年9月，苹果公司要求于中国大陆区App Store上架的应用程序必须具备有效的官方备案号才能上架。

## 外部連結
- ICP/IP地址/域名信息备案管理系统
- 中华人民共和国《互聯網信息服務管理辦法》 （页面存档备份，存于）
- 中华人民共和国工业和信息化部《非经营性互联网信息服务备案核准指南》 （页面存档备份，存于）